# Menjaud
Pour les articles homonymes, voir Menjaud (homonymie) et Granet.
Jean-Adolphe Granet dit Menjaud est un acteur français né le 13 juillet 1795 à Paris et mort le 22 novembre 1864 à Tours.

## Biographie
Fils de Jean Menjaud et de Éléonore Besnard, il se marie en premières noces à Armantine Émilie Devin (1794-1844 Paris), sociétaire de la Comédie-Française en 1828, et en secondes noces à Adèle Elisa Debled.
Il est inhumé au cimetière de Montmartre (division 22).

## Théâtre

### Carrière à laComédie-Française
Entrée  en 1819
Nommé 239e sociétaire en 1825
Départ en 1842
- 1819 : Phèdre de Jean Racine : Hippolyte
- 1819 : Tartuffe de Molière : Damis
- 1819 : Les Plaideurs de Jean Racine : Léandre
- 1819 : Le Mariage de Figaro de Beaumarchais : Pédrille
- 1819 : Britannicus de Jean Racine : Britannicus
- 1819 : Iphigénie de Jean Racine : Eurybate
- 1819 : Esther de Jean Racine : Asaph
- 1819 : George Dandin de Molière : Clitandre
- 1819 : Le Marquis de Pomenars de Sophie Gay : Saint-Clair
- 1820 : Le Mariage de Figaro de Beaumarchais : l'huissier
- 1820 : La Mère coupable de Beaumarchais : Léon
- 1820 : Eugénie de Beaumarchais : Sir Charles
- 1820 : Le Paresseux de Jean- Étienne-François de Marignié : Olivier
- 1820 : Le Misanthrope de Molière : Clitandre
- 1820 : Athalie de Jean Racine : lévite
- 1821 : Zénobie de Jacques-Corentin Royou : Eros
- 1821 : Le Misanthrope de Molière : Acaste
- 1821 : La Mère rivale de Casimir Bonjour : Germon
- 1821 : Faliero d'Étienne Gosse : Lyonni
- 1821 : La Fontaine chez Madame de La Sablière de J. A. N. Naudet : Bastien
- 1822 : L'Amour et l'ambition de François-Louis Riboutté : le chevalier
- 1823 : La Route de Bordeaux de Marc-Antoine Désaugiers, Michel-Joseph Gentil de Chavagnac et Gersain : Dermante
- 1824 : Eudore et Cymodocée de Gary : Martian
- 1824 : La Saint-Louis à Sainte-Pélagie de Jean-Baptiste-Pierre Lafitte : Franval
- 1824 : Le Tardif de Justin Gensoul : Florvelle
- 1825 : Judith de Hyacinthe Decomberousse : Orëb
- 1825 : La Fantasque d'Onésime Leroy : Dercy
- 1825 : La Princesse des Ursins d'Alexandre Duval : Léon
- 1826 : Fiesque de Jacques-François Ancelot : Manfredi
- 1827 : Lambert Simnel ou le Mannequin politique de Louis-Benoît Picard et Adolphe Simonis Empis : Olivier
- 1827 : L'Ami de tout le monde d'Alexandrine-Sophie de Bawr : Dorval
- 1827 : Tartuffe de Molière : Valère
- 1828 : Molière de François Dercy : Lord Palmer
- 1828 : Élisabeth de France d'Alexandre Soumet : Albe
- 1828 : Jamais à propos de Louis-Benoît Picard et Adolphe Simonis Empis : Ernest
- 1828 : Olga ou l'Orpheline moscovite de Jacques-François Ancelot : Thébaldo
- 1828 : Le Barbier de Séville de Beaumarchais : Almaviva
- 1828 : Les Intrigues de cour d'Étienne de Jouy : Mendose
- 1828 : L'Espion de Jacques-François Ancelot et Édouard-Joseph-Ennemond Mazères d'après James Fenimore Cooper : Henry Wharton
- 1829 : Une journée d'élection d'Alexandre-Jean-Joseph de La Ville de Mirmont : Dorlange
- 1829 : Le Majorat de Hippolyte Courneul : Henri
- 1829 : Othello ou le Maure de Venise d'Alfred de Vigny d'après William Shakespeare : Rodrigo
- 1830 : Le Collatéral ou la Diligence de Joigny de Louis-Benoît Picard : Derville
- 1830 : La Belle-mère et le gendre de Joseph-Isidore Samson : Darcy
- 1830 : Un an ou le Mariage d'amour de Jacques-François Ancelot : le chevalier Monbray
- 1830 : Hernani de Victor Hugo : Don Sanche et un conjuré
- 1830 : L'Envieux de Hyacinthe Dorvo : Sainville
- 1830 : Trois jours d'un grand peuple de Jean-Henri-Michel Nouguier : Alfred
- 1830 : Lucius Junius Brutus de François Andrieux : Arons
- 1830 : 1760 ou Une matinée de grand seigneur d'Alexandre de Longpré : Charles
- 1830 : Don Carlos de Talabot : Posa
- 1831 : L'Amitié des femmes de Jean-Baptiste-Pierre Lafitte : Méricour
- 1831 : Le Rendez-vous d'Alexandre de Longpré : le marquis
- 1831 : La Crainte de l'opinion d'Émile Barrault : Rayenval de Belcombe
- 1831 : Dominique ou le Possédé de Jean-Baptiste-Rose-Bonaventure Violet d'Épagny et Jean-Henri Dupin : Desarcis
- 1831 : Jacques Clément ou le Bachelier et le théologien de Jean-Baptiste-Rose-Bonaventure Violet d'Épagny : Marcel
- 1831 : Les Préventions de Jean-Baptiste-Rose-Bonaventure Violet d'Épagny et Jean-Henri Dupin : Paul
- 1831 : La Famille de Lusigny de Frédéric Soulié et Adolphe Bossange : Malherbe
- 1831 : La Reine d'Espagne de Henri de Latouche : Médina-Sidonia
- 1831 : Josselin et Guillemette de Jean-Baptiste-Rose-Bonaventure Violet d'Épagny : Josselin
- 1831 : Allez voir Dominique de Théodore Pain : Théodore
- 1832 : Le Mari de la veuve d'Alexandre Dumas, Henri-Simon Durieu et Anicet Bourgeois : Léon Auvray
- 1832 : Le Duelliste d'Alexandre de Longpré : Charles
- 1832 : Clotilde de Frédéric Soulié et Adolphe Bossange : Bissy
- 1832 : Ma place et ma femme de Jean-François-Alfred Bayard et Gaston de Wailly : de Lussan
- 1832 : Voltaire et Madame de Pompadour de Jean-Baptiste-Pierre Lafitte et Charles Desnoyer : l'abbé
- 1833 : La Fête de Molière de Joseph-Isidore Samson
- 1833 : La Jalousie du Barbouillé de Molière : Valère
- 1833 : Le Presbytère de Casimir Bonjour : Cyprien
- 1833 : Plus de peur que de mal de Hippolyte-Nicolas-Just Auger :  Edmond
- 1833 : Clarisse Harlowe d'après Samuel Richardson : Belfort
- 1833 : La Conspiration de Cellamare de Jean-Baptiste-Rose-Bonaventure Violet d'Épagny, Saint-Esteben et Jean Vatout : Richelieu
- 1833 : Les Enfants d'Édouard de Casimir Delavigne : Buckingham
- 1833 : Le Marquis de Rieux de Jean-Baptiste-Rose-Bonaventure Violet d'Épagny et Henri Dupin : le marquis de Bagueville
- 1834 : Les Éphémères de Louis-Benoît Picard et François Dercy : Staff
- 1834 : Une liaison d'Adolphe Simonis Empis et Édouard-Joseph-Ennemond Mazères : Eugène
- 1834 : Une aventure sous Charles IX de Frédéric Soulié et Edmond Badon : le duc Hector de Rohan
- 1834 : Heureuse comme une princesse de Jacques-François Ancelot et Anatole Laborie : M. de Nangis
- 1834 : Charles IX de Joseph-Bernard Rosier : Albert
- 1834 : L'Ambitieux d'Eugène Scribe : Sir Henry
- 1835 : Le Bourgeois gentilhomme de Molière : Cléonte
- 1835 : Richelieu ou la Journée des dupes de Népomucène Lemercier : Louis XIII
- 1835 : Charlotte Brown d'Alexandrine-Sophie de Bawr : Henri
- 1835 : Une présentation d'Alphonse-François Dercy de François et Narcisse Fournier : le comte de Saint-Germain
- 1835 : Un mariage raisonnable de Virginie Ancelot : Arthur
- 1836 : Marino Faliero de Casimir Delavigne : Steno
- 1836 : Un procès criminel de Joseph-Bernard Rosier : Léon
- 1836 : Marie de Virginie Ancelot : Melcourt
- 1837 : La Camaraderie ou la Courte échelle d'Eugène Scribe : Edmond
- 1837 : La Vieillesse d'un grand roi de Joseph-Philippe-Simon Lockroy et Auguste Arnould : le chevalier d'Arcy
- 1837 : Claire ou la Préférence d'une mère de Joseph-Bernard Rosier : Saint-Charles
- 1837 : Le Château de ma nièce de Virginie Ancelot : le marquis de Stainville
- 1837 : La Marquise de Senneterre de Mélesville et Charles Duveyrier : Cinq-Mars
- 1837 : Caligula d'Alexandre Dumas : Lepidus
- 1838 : Une Saint-Hubert d'Alexandre de Longpré : le commandeur
- 1838 : Marion de Lorme de Victor Hugo : Saverny
- 1838 : L'Attente de Marie Senan : Théodore
- 1838 : L'Impromptu de Versailles de Molière : La Grange
- 1838 : Richard Savage de Charles-Louis-François Desnoyer et Eugène Labat : Steele
- 1840 : L'École du monde ou la Coquette sans le savoir d'Alexandre Walewski : Dampré
- 1840 : La Calomnie d'Eugène Scribe : de Saint-André
- 1840 : Cosima ou la Haine dans l'amour de George Sand et Eugène Giraud : le duc de Florence
- 1840 : Le Misanthrope de Molière : Alceste
- 1840 : Le Verre d'eau ou les Effets et les causes d'Eugène Scribe : Lord Bolingbroke
- 1841 : Un mariage sous Louis XV d'Alexandre Dumas : le chevalier
- 1841 : Une chaîne d'Eugène Scribe : M. de Saint-Géran